# Yánahuaya
Yánahuaya ist eine Ortschaft im Departamento La Paz im südamerikanischen Andenstaat Bolivien.

## Lage im Nahraum
Yánahuaya ist der größte Ort des Kanton Aucapata im Municipio Aucapata in der Provinz Muñecas. Die Ortschaft liegt auf einer Höhe von 3283 m in einem Seitental des Río Llica, der über den Río Mapiri zum Río Beni fließt.

## Geographie
Yánahuaya liegt östlich des Titicacasees in der Anden-Gebirgskette der Cordillera Central. Das Klima der Region ist ein typisches Tageszeitenklima, bei dem die Temperaturen im Tagesverlauf stärkere Unterschiede aufweisen als im Jahresverlauf.
Die mittlere Jahrestemperatur der Ortschaft liegt bei etwa 9 °C (siehe Klimadiagramm Ayata), die Monatswerte schwanken zwischen 7 °C im Juni/Juli und knapp 11 °C im November/Dezember. Der Jahresniederschlag im langjährigen Mittel beträgt 800 mm, und während die Wintermonate Juni und Juli arid sind mit unter 10 mm Monatsniederschlag, erreichen die Sommermonate von Dezember bis März Werte von 100 bis 140 mm.

## Verkehrsnetz
Yánahuaya liegt in einer Entfernung von 293 Straßenkilometern nordwestlich von La Paz, der Hauptstadt des gleichnamigen Departamentos.
Von La Paz führt die asphaltierte Nationalstraße Ruta 2 in nordwestlicher Richtung 70 Kilometer bis Huarina, von dort die Ruta 16 über Achacachi und Puerto Carabuco über weitere 95 Kilometer auf weitgehend unbefestigten Straßen bis Escoma. Dort biegt die Ruta 16 in nordöstliche Richtung ab und führt über Mocomoco nach Chuma und weiter über Pusillani nach Yánahuaya.

## Bevölkerung
Die Einwohnerzahl der Ortschaft ist in dem Jahrzehnt zwischen den beiden letzten Volkszählungen nahezu unverändert geblieben:
| Jahr | Einwohner         | Quelle       |
| ---- | ----------------- | ------------ |
| 1992 | keine Detaildaten | Volkszählung |
| 2001 | 853               | Volkszählung |
| 2012 | 863               | Volkszählung |
| 2024 |                   | Volkszählung |

In der Region ist die Quechua-Bevölkerung vorherrschend, im Municipio Aucapata sprechen 87,8 Prozent der Bevölkerung Quechua.